# Nathan and Olive Boone Homestead State Historic Site
Die Nathan and Olive Boone Homestead State Historic Site, zwei Meilen nördlich von Ash Grove, Missouri, ist ein staatliches Anwesen, in dem das 1837 von Nathan Boone, dem jüngsten Kind von Daniel Boone, erbaute Haus erhalten ist. Das Nathan Boone House, das 1969 in das National Register of Historic Places aufgenommen wurde, ist ein „klassisches“ Pionier-Blockhaus aus handbehauenen Eichenbalken, die auf einem Steinfundament ruhen. Die 1991 eingerichtete historische Stätte bietet einen Lehrpfad sowie Führungen durch das Haus und den Friedhof.